# Takt (transport)
Takt, kursowanie w takcie – kursowanie lokalnej, regionalnej lub międzymiastowej komunikacji publicznej w stałych odstępach czasu, np. takt dziesięciominutowy, takt godzinny.  Zaletą kursowania w takcie jest łatwość zapamiętania rozkładu jazdy przez użytkowników oraz koordynacji przesiadek na stacjach lub przystankach węzłowych.